# Hercostomus nartshukae
Hercostomus nartshukae är en tvåvingeart som beskrevs av Negrobov och Logvinovskij 1976. Hercostomus nartshukae ingår i släktet Hercostomus och familjen styltflugor. Inga underarter finns listade i Catalogue of Life.